# Truls Engen Korsæth
Truls Engen Korsæth (16 de septiembre de 1993) es un ciclista noruego que fue profesional desde 2013 hasta agosto de 2018.
El 18 de septiembre de 2018, el Astana anunció que había dejado de pertenecer al equipo desde el 1 de septiembre de ese mismo año y que había decidido retirarse para centrarse en sus estudios.

## Palmarés
2014
- Dúo Normando (con Reidar Borgersen)

2015
- 3.º en el Campeonato de Noruega en Contrarreloj

2016
- 1 etapa del  Tour de Gironde

## Resultados en Grandes Vueltas y Campeonatos del Mundo
Durante su carrera deportiva consiguió los siguientes puestos en las Grandes Vueltas y en los Campeonatos del Mundo en carretera:
| Carrera         | Carrera         | 2013 | 2014 | 2015 | 2016 | 2017 | 2018 |
| --------------- | --------------- | ---- | ---- | ---- | ---- | ---- | ---- |
|                 | Giro de Italia  | —    | —    | —    | —    | —    | —    |
|                 | Tour de Francia | —    | —    | —    | —    | —    | —    |
|                 | Vuelta a España | —    | —    | —    | —    | —    | —    |
| Mundial en Ruta | Mundial en Ruta | —    | —    | —    | 16.º | Ab.  | —    |

—: no participa

Ab.: abandono